# Nelly Hall
Nelly Amalia Hall, född 17 juni 1848 i Väderstad, död i juli 1916 i Brockton i Massachusetts, var en svensk predikant. Hon var aktiv som predikant i slutet av 1800-talet och verkade inom Helgelseförbundet.

## Biografi
Nelly Hall föddes på Nybble gård i Väderstad, Östergötland. Hennes far Gustaf Hall hade avlagt kameralexamen i Lund och försörjde familjen som kammarskrivare. Modern Wendela Beckman tog hand om den växande barnaskaran. Familjen flyttade med viss regelbundenhet under hela Nelly Halls uppväxt. År 1865 skickade föräldrarna en ansökan för sin dotters räkning till Högre lärarinneseminariet i Stockholm. Efter avklarade inträdesprov påbörjade Nelly Hall sin treåriga utbildning till lärare. Vid slutexamen 1868 var hon det årets bästa elev. Hon hade 15 stora A och hennes starkaste ämnen var bland annat historia, kristendom, sång, pedagogik och undervisningsskicklighet.
Sin första anställning fick Nelly Hall som ämneslärare vid Kjellbergska flickskolan i Göteborg. Tre år senare började hon arbeta vid Sigrid Rudebecks skola i samma stad. Där undervisade hon i språk, historia och bibelkunskap. Hennes intresse för religiösa frågor ledde till att hon började översätta böcker av den amerikanske evangelisten W. E. Boardman till svenska. Boardman besökte Sverige i likhet med en rad andra, internationellt kända, väckelsepredikanter och flera av dem inbjöds till Sigrid Rudebecks skola. Nelly Hall kom även i kontakt med Frälsningsarmén och besökte dess högkvarter i London hösten 1882. Väl hemma igen sade hon upp sig från sin lärartjänst för att bli predikant på heltid. Därefter turnerade hon under nära 20 års tid i Sverige, Finland, Norge, Tyskland och USA. Hon predikade, sjöng, bad för sjuka och samarbetade med både kvinnliga och manliga predikanter och sångare. En av de mer kända var Fredrik Franson som hon reste tillsammans med i Finland och Tyskland. Den tidigare operasångerskan Ida Nihlén var under en period Nelly Halls närmaste medarbetare. De uppträdde runtom i Sverige och åren 1892–1894 gjorde de en turné i USA. Deras vägar skildes därefter då Ida Nihlén gifte sig och blev kvar i USA medan Nelly Hall återvände till Sverige.
Teologiskt inspirerades Nelly Hall av engelsk och amerikansk helgelse- och syndfrihetslära och som ett resultat av hennes, och andras, predikoverksamhet i Örebrotrakten bildades Helgelseförbundet 1887 på Torps gård. Nelly Hall var medlem av den första styrelsen och sekreterare i missionskommittén som ansvarade för Helgelseförbundets missionsarbete i Sydafrika och Kina. Hon publicerade regelbundet information om missionsarbete på olika missionsfält världen över i Helgelseförbundets tidskrift Trons Segrar. Hon fortsatte även sitt översättningsarbete av teologisk litteratur men framför allt skrev hon resebrev med rapporter från de olika platser hon besökte. Dessa brev publicerades i olika tidningar och tidskrifter som Trons Segrar, Hemlandswännen, Svenska Posten och Chicago-Posten som utgavs i USA.
År 1901 reste Nelly Hall för andra gången och på obestämd tid till USA. Resan föreföll vara en flykt från hemlandet och de sammanhang hon hade arbetat i fram till dess. Hon gjorde ingen tyst sorti utan annonserade sin avresa genom en ”Öppen förklaring” i Trons Segrar. Spåren efter henne upphör mer eller mindre efter ankomsten till USA. Från de sista 15 åren av hennes liv finns uppgifter om att hon gav språk- och musiklektioner samt en tid sålde skönhets- och hälsoprodukter för Nutriola Company. Hon avled i juli 1916, 68 år gammal, i sitt hem i Brockton, Massachusetts. Dödsorsaken var hjärtbesvär och i dödsattesten uppgavs att hon var missionär och ensamstående. Hon gravsattes på Melrose Cemetery. I samband med hennes död publicerades minnesrunor i både Sverige och USA. Samtliga runor berättade om hennes betydelse som kvinna och predikant och om hennes samröre med C. T. Russell, grundaren av den rörelse som på 1930-talet tog namnet Jehovas vittnen. Trots att endast fragmentariska källor bekräftar att hon hade kontakter med Russell och hans rörelse återkom denna uppgift i minnesböcker om Helgelseförbundet och skymde därmed hennes betydelse som predikant och försvarare av kvinnors rätt att tala offentligt.
Mycket i Nelly Halls privata liv förblir okänt. Däremot har hon avsatt spår genom sin offentliga verksamhet som predikant och skribent under 1880- och 1890-talen. Hon var välutbildad och en god pedagog. Hon drog stora skaror till sina möten och hon kunde organisera sin verksamhet. Valet att kliva fram i offentligheten var ett medvetet val och hon försvarade kvinnors rätt att predika både i pressen och genom att själv predika mer än de flesta under sin aktiva period. Hennes främsta förebilder när det gällde kvinnliga predikanter var Catherine Booth, Phoebe Palmer, Madame Guyon, Debora och Foibe. Själv var hon en välkänd och omtyckt predikant som inspirerade många i sin samtid.